# Benedetto Polacco

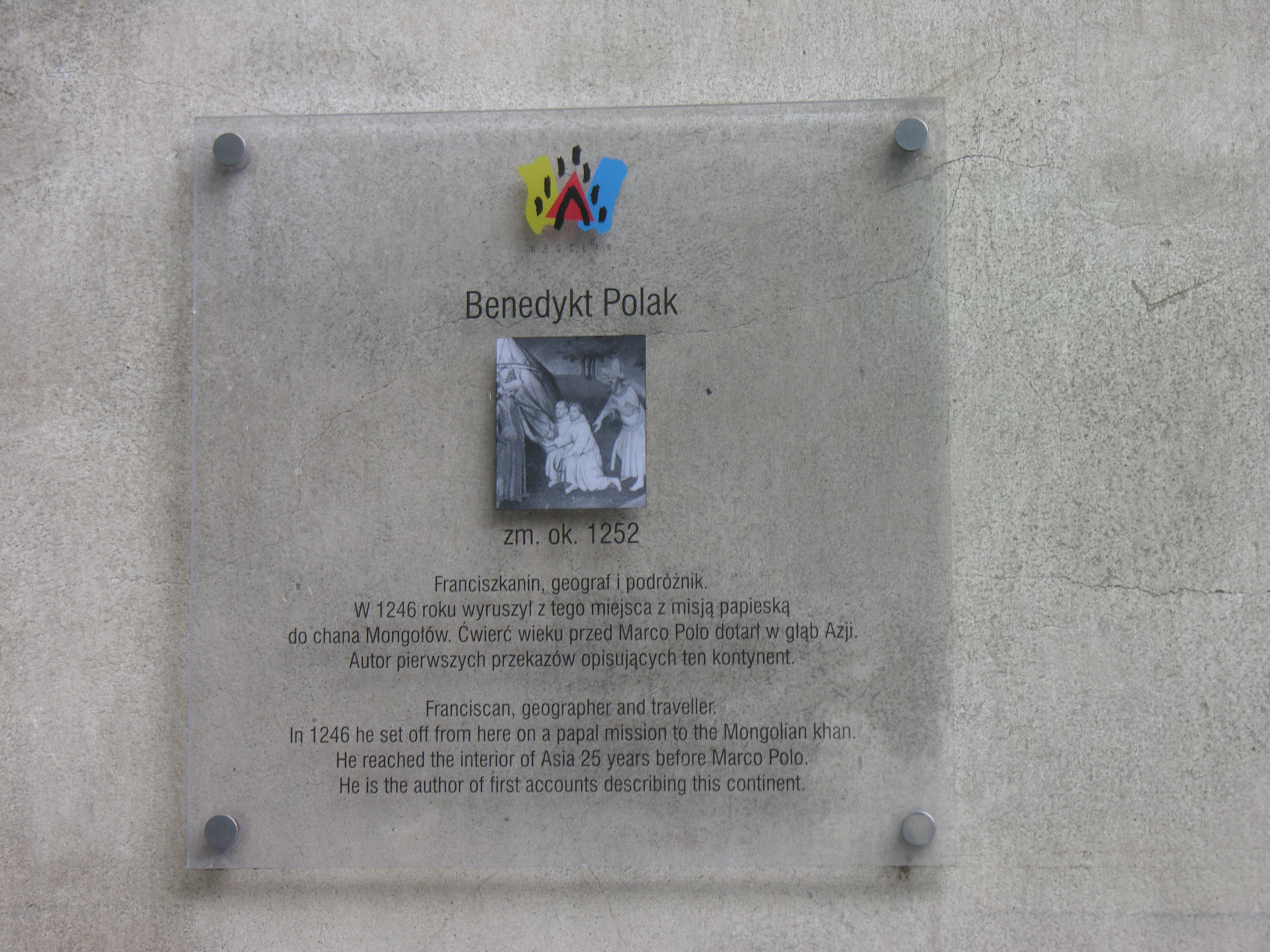
Targa in ricordo di Benedetto Polacco a Breslavia

Benedetto Polacco o Polono (latino: Benedictus Polonus, polacco: Benedykt Polak) (fl. XIII secolo) è stato un francescano ed esploratore polacco.

## Biografia
Alla vigilia del Concilio di Lione papa Innocenzo IV inviò presso i Tartari una legazione composta dai francescani Giovanni da Pian del Carpine e Stefano (o Ceslao) Boemo. I due frati partirono da Lione la domenica di Pasqua del 1245, ma, dopo alcuni mesi di viaggio, Stefano si ammalò gravemente e fu costretto a fermarsi a Kaniv. Benedetto, unitosi alla legazione a Breslavia nella tarda primavera del 1245, accompagnò Giovanni da Pian del Carpine nel suo viaggio presso il Gran Khan Güyük.
Giunti alla residenza imperiale di Güyük, a poche miglia di distanza da Karakorum, il 22 luglio 1246, Giovanni e Benedetto si trattennero per circa quattro mesi alla corte imperiale. Assistettero all'incoronazione di Güyük nel luglio del 1246 e ai relativi festeggiamenti. Il terzo giorno dopo l'incoronazione i messi pontifici furono ammessi alla presenza del Gran Khan, ma solo dopo oltre un mese fu loro richiesto di mettere per iscritto le richieste e i termini della trattativa. Riferite le richieste del pontefice e avuta la risposta da consegnare al papa, il 13 novembre 1246 i due legati iniziarono il viaggio di ritorno. Giunsero a Kiev il 9 giugno 1247, accolti dai festeggiamenti della popolazione.

## Opere
Benedetto fu l'autore della cronaca De Itinere Fratrum Minorum ad Tartaros, che venne pubblicata solo nel 1839 in Francia e successivamente in Polonia, e dell'opera Historia Tartarorum, scoperta e pubblicata nel 1965. Il testo latino della relazione di Benedetto Polacco si legge in Sinica Franciscana vol. I, Itinera et relationes Fratrum Minorum saeculi XIII et XIV, collegit, ad fidem codicum redegit et adnotavit p. Anastasius Van Den Wyngaert O.F.M., Quaracchi, Firenze 1929, 131-143